# Robby Gerhardt
Robby Gerhardt (Großröhrsdorf, RDA, 10 de abril de 1987) es un deportista alemán que compitió en remo. Ganó una medalla de oro en el Campeonato Mundial de Remo de 2010, en la prueba de ocho con timonel ligero.

## Palmarés internacional
| Campeonato Mundial | Campeonato Mundial        | Campeonato Mundial | Campeonato Mundial      |
| Año                | Lugar                     | Medalla            | Prueba                  |
| ------------------ | ------------------------- | ------------------ | ----------------------- |
| 2010               | Cambridge (Nueva Zelanda) | Medalla de oro     | Ocho con timonel ligero |